# Enulius oligostichus
Enulius oligostichus — вид змій родини полозових (Colubridae). Ендемік Мексики.

## Поширення і екологія
Enulius oligostichus відомі з 3 місцевостей, розташованих на заході Мексики, а штатах Сіналоа, Наярит і Мічоакан. Вони живуть в широколистяних тропічних лісах і чагарникових заростях, серед опалого листя, на висоті до 1189 м над рівнем моря. Ведуть прихований, рючий спосіб життя.